# کرس (کالیفرنیا)
کِرِس (به انگلیسی: Ceres) شهری در شهرستان استانیسلاس، کالیفرنیا ایالت کالیفرنیا است که در سرشماری سال ۲۰۱۰ میلادی، ۴۵۴۱۷ نفر جمعیت داشته‌است.